# Židovský dům Veitha Ehrenstamma
Židovský dům Veitha Ehrenstamma stojí na prostějovských adresách Hradební čp. 72/25 a Uprkova čp. 72/20 (dříve ulice Židovská). 3. května 1958 byl prohlášen kulturní památkou.

## Historie a popis
Veith Ehrenstamm, židovský podnikatel, si nechal mezi léty 1817–1819 na okraji městského jádra vystavět na místě starší stavby městský dům, který se atypickou výškou vymykal ostatním židovským domům. Náležel k zaniklému prostějovskému židovskému ghettu. Jedná se o dvouposchoďový dům s dvěma protilehlými dvorními křídly s dochovanými pískovcovými a štukovými fragmenty, od nichž byly vstupy řešeny skrze kamenné pavlače.